# Децидофобия
Децидофобия (от лат. decido — «решать» и др.-греч. φόβος — «страх») — страх принятия решений. Зачастую данная фобия распространяется только на принятие серьёзных решений. В то же время, страдающие децидофобией способны не только с лёгкостью принимать решения по мелким жизненным вопросам (что надеть, что заказать в кафе, куда сходить погулять), но и акцентируют внимание окружающих на том, что они способны эти решения принимать.
Впервые данная фобия была описана сотрудником Принстонского университета Вальтером Кауфманом в 1973 году. Об этой фобии также писал Эрих Фромм в своём сочинении «Бегство от свободы», в котором рассматривается вопрос о нежелании современной молодёжи взрослеть и брать на себя ответственность.
В современном мире децидофобия часто является более развитой формой инфантилизма.

## Причины децидофобии
Причины децидофобии, как и большинства психических расстройств, связаны с прошлым человека, с его жизненным опытом. Это может быть поощряемая окружающими с детства привычка придерживаться мнения большинства, не решать самостоятельно возникающие проблемы, беспрекословное выполнение всех просьб и советов родителей. Зачастую причиной возникновения данной фобии может стать одно единственное неверно принятое решение (как своё, так и окружающих людей), повлёкшее за собой серьёзные последствия, отложившиеся в памяти децидофоба.
Нередки ситуации, когда децидофобы прекрасно адаптируются к жизни в обществе, находя себе удачную работу (начальство, которое решает всё за них), самостоятельно забираясь «под каблук» в семейной жизни (дабы переложить ответственность на супруга). Если же им не удаётся найти подобные выходы для своей фобии, они способны прибегнуть к услугам гадалок, экстрасенсов и прочих сомнительных методов принятия решений. Децидофобы крайне подвержены влиянию различных религиозных учений, политических идеологий и веяний моды.

## Излечимость
Децидофобия излечима. Однако это крайне длительный процесс, при котором обязательна помощь квалифицированного психолога. Человек, больной децидофобией, в силу своего заболевания, не способен принять решение о начале лечения. Ему требуется поддержка со стороны.

## Внешние ссылки
https://strahoff.net/d/osobennosti-decidofobii-straha-prinjatija-reshenija/
https://psymost.ru/fobii-strahi/boyazn-resheniy